# المخابرات العامة (مصر)
المخابرات العامة المصرية أو جهاز المخابرات العامة المصري هو جهاز الاستخبارات الحكومي المسؤول عن توفير المعلومات الاستخباراتية المتعلقة بالأمن القومي المصري على الصعيدين المحلي والدولي. يعد الجهاز جزءًا من شبكة الاستخبارات المصرية، جنبًا إلى جنب مع هيئة الاستخبارات العسكرية وقطاع الأمن الوطني المصري. يتبع الجهاز رئيس الجمهورية مباشرة ويعمل كهيئة مستقلة طبقاً للقانون رقم 100 لسنة 1971 وتعديلاته.

## التاريخ
أُنشئ الجهاز بعد ثورة يوليو 1952 لكي ينهض بحال الاستخبارات المصرية، حيث أصدر الرئيس جمال عبد الناصر قراراً رسمياً بإنشاء جهاز استخباري حمل اسم «المخابرات العامة» في عام 1954 وأسند إلى زكريا محيي الدين مهمة إنشائه بحيث يكون جهاز مخابرات قوي لديه القدرة على حماية الأمن القومي المصري. رغم جهود كل من زكريا محي الدين وخلفه المباشر علي صبري إلا أن الانطلاقة الحقيقية للجهاز كانت مع تولي صلاح نصر رئاسته عام 1957 حيث قام بتأسيس فعلي لمخابرات قوية واعتمد على منهجه من جاء بعده، فقد قام بإنشاء مبنى منفصل للجهاز وإنشاء وحدات منفصلة للراديو والكمبيوتر والتزوير والخداع، ولتغطية نفقات عمل الجهاز الباهظة قام صلاح نصر بإنشاء «شركة النصر للاستيراد والتصدير» لتكون ستاراً لأعمال المخابرات المصرية، بالإضافة إلى الاستفادة منها في تمويل عملياته، وبمرور الوقت تضخمت الشركة واستقلت عن الجهاز وأصبحت ذات إدارة منفصلة. الجدير بالذكر أن المخابرات العامة المصرية تملك شركات أخرى داخل مصر أغلبها للسياحة والطيران والمقاولات. وتعود تبعية الجهاز لرئاسة الجمهورية بشكل مباشر.

### إعادة تنظيم الجهاز
:213:216

## المعينون بالجهاز
يشترط فيمن يعين في إحدى وظائف المخابرات العامة الشروط التالية:
- أن يكون متمتعًا بالجنسية المصرية ومن أبوين يتمتعان بهذه الجنسية عن غير طريق التجنس.
- ألا يكون متزوجًا بأجنبية أو بمن تكون الجنسية المصرية لأحد أبويها قد اكتسبت بطريق التجنس، ومع ذلك يجوز بإذن من رئيس المخابرات إعفاؤه من هذا الشرط إذا كان متزوجًا بمن تنتمي بجنسيتها إلى إحدى البلاد العربية.
- أن تكون حالته الاجتماعية مستقرة ولا خطر من تأثيرها على عمله وأن يكون محمود السيرة.
- ألا يكون قد سبق الحكم عليه بعقوبة جناية في إحدى الجرائم المنصوص عليها في قانون العقوبات أو ما يماثلها من جرائم منصوص عليها في القوانين الخاصة أو بعقوبة مقيدة للحرية في جريمة مخلة بالشرف أو الأمانة ما لم يكن قد رد إليه اعتباره في الحالتين.
- ألا يكون قد صدر ضده قرار أو حكم تأديبي بالعزل من وظيفته ما لم يمضي على صدور هذا القرار ثماني سنوات ميلادية على الأقل.
- ألا يكون له نشاط سياسي ضار أو منتميًا إلى حزب أو هيئة سياسية في الداخل أو الخارج.
- ألا تقل سنه عن 18 سنة ميلادية كاملة إذا كان التعيين في أدنى فئات الوظائف، وتثبت السن طبقًا للقواعد العامة.
- أن يكون حائزًا للمؤهلات العلمية أو مكتسبًا للخبرة اللازمة لشغل الوظيفة.
- أن تثبت لياقته الصحية طبقًا للشروط والأوضاع التي يصدر بها قرار من رئيس المخابرات العامة ويجوز الإعفاء من هذه الشروط بقرار من رئيس المخابرات العامة.
- المؤهلات العلمية التي يجب أن يكون المرشح للخدمة حاصلًا عليها هي: مؤهل عالٍ إذا كان التعيين في وظيفة من وظائف المخابرات. أو مؤهل فوق المتوسط أو متوسط إذا كان التعيين في الوظائف المتوسطة الفنية والكتابية. أو مؤهل أقل من المتوسط إذا كان التعيين في وظائف الأمن، والإلمام بالقراءة والكتابة إذا كان التعيين في وظائف معاوني الخدمة. وتحدد اللائحة التنفيذية المهن التي تتفق وطبيعة العمل بالمخابرات العامة إذا كان التعيين في وظائف مهنية.
- تحسب أقدمية اعتبارية لمن يشغل إحدى وظائف المخابرات من حملة بكالوريوس هندسة أو بكالوريوس الطب أو بكالوريوس صيدلة أو بكالوريوس العلوم عن كل سنة من سنوات الدراسة التي تؤدي بنجاح وتزيد على أربع سنوات وبشرط ألا تزيد الأقدمية الاعتبارية التي تتقرر على هذا النحو عن سنتين، وذلك وفقًا للضوابط التي يصدر بها قرار من رئيس المخابرات العامة. وتتم تسوية أقدميتهم طبقًا للفقرة السابقة بمجرد قضاء فترة الاختبار. وتدرج أقدمية الموجودين منهم حاليًا في خدمة المخابرات العامة ممن لم تسبق لهم الإفادة من الأقدمية الاعتبارية المؤهلة في جهة أخرى طبقًا لأحكام الفقرة الأولى- وذلك مع عدم صرف فروق مالية عن الماضي، ولا يجوز الاستناد إلى هذه الأقدمية للطعن في قرارات الترقية الصادرة قبل العمل بقانون المخابرات العامة.[3]

## الهيئات التابعة
- هيئة الأمن القومي.[7]
- هيئة الخدمة السرية.[7]
- قوات GIS: (بالإنجليزية: General Intelligence Security) هي قوات أمنية تابعة للجهاز تتخصص في تأمين وصول شخصيات رسمية، أو مطلوبين للأمن المصري بجرائم إرهابية.[8]

## رئيس المخابرات العامة

### تعيين رئيس الجهاز
يكون تعيين وإعفاء رئيس المخابرات العامة من منصبه بقرار من رئيس الجمهورية دون التقيد بالسن المقررة للتقاعد. ويعين نائب رئيس المخابرات العامة، ووكلاء أول ووكلاء المخابرات العامة من رئيس الجمهورية بناءً على عرض رئيس المخابرات العامة ويحل النائب محل رئيس المخابرات العامة عند غيابه وتكون له جميع اختصاصاته. ويُعامل رئيس المخابرات العامة معاملة الوزير، ويُعامل نائب رئيس المخابرات العامة معاملة نائب الوزير، وذلك فيما يتعلَّق بالمرتب وبدل التمثيل والمعاش.
ويُعتبر رئيس المخابرات العامة مستشارًا لرئيس الجمهورية ولمجلس الدفاع الوطني في كل ما يتعلَّق بسلامة البلاد، وله بصفته هذه حضور جميع جلسات مجلس الدفاع الوطني ويكون مسؤولًا أمام رئيس الجمهورية مباشرة عن كل ما يتعلق بأعمال المخابرات العامة. وهو المسؤول أيضاً عن تأمين نشاط المخابرات والمحافظة على المعلومات ومصادرها ووسائل الحصول عليها وله أن يتخذ في سبيل ذلك الإجراءات الضرورية والمناسبة، ولا يجوز له الإدلاء بأي معلومات على الإطلاق إلا بإذن من رئيس الجمهورية أو مجلس الدفاع الوطني.

### سرية رئيس الجهاز
حتى وقت قريب كانت تعتبر شخصية رئيس المخابرات المصرية سرية وغير معروفة إلا لكبار قيادات الجيش ولرئيس الجمهورية، ولكن كسر هذا التقليد رئيس الجهاز الراحل اللواء / عمر سليمان، حيث أعلنت الصحافة اسمه عدة مرات قبل أن يصبح شخصية معروفة بعد مصاحبته للرئيس السابق محمد حسني مبارك في جولاته إلى فلسطين والولايات المتحدة واستمر تقليد إعلان اسم رئيس المخابرات المصرية بعد ذلك للصحافة حتى وقتنا هذا.

### رؤساء الجهاز
| الترتيب | الرئيس                | بداية الفترة                                   | نهاية الفترة   |
| 1       | زكريا محيي الدين      | 1954                                           | 1956           |
| 2       | علي صبري              | 1956                                           | 1957           |
| 3       | صلاح نصر              | مايو 1957                                      | أغسطس 1967     |
| 4       | أمين هويدي            | أغسطس 1967 "المشرف على الجهاز"                 | أبريل 1970     |
| 5       | محمد حافظ إسماعيل     | أبريل 1970                                     | نوفمبر 1970    |
| 6       | أحمد كامل             | 1970                                           | مايو 1971      |
| 7       | أحمد إسماعيل علي      | مايو 1971                                      | أكتوبر 1972    |
| 8       | غير معروف             | أكتوبر 1972                                    | مارس 1973      |
| 9       | أحمد عبد السلام توفيق | مارس 1973                                      | 1975           |
| 10      | كمال حسن علي          | 1975                                           | 1978           |
| 11      | محمد سعيد الماحي      | 1978                                           | 1981           |
| 12      | إبراهيم فؤاد نصار     | 1981                                           | 1983           |
|         | غير معروف             | 1983                                           | 1986           |
| 14      | أمين نمر              | 1986                                           | 1989           |
| 15      | عمر نجم               | 1989                                           | 1991           |
| 16      | نور الدين عفيفي       | 1992                                           | 1993           |
| 17      | عمر سليمان            | 4 مارس 1991 أو يناير 1993                      | يناير 2011     |
| 18      | مراد موافي            | يناير 2011                                     | أغسطس 2012     |
| 19      | محمد رأفت شحاتة       | أغسطس 2012 "قائم بالأعمال" سبتمبر 2012 "فعلياً" | يوليو 2013     |
| 20      | محمد فريد التهامى     | يوليو 2013                                     | ديسمبر 2014    |
| 21      | خالد فوزي             | ديسمبر 2014 "قائم بالأعمال"                    | يناير 2018     |
| 22      | عباس كامل             | يناير 2018 "قائم بالأعمال" يونيو 2018 "فعلياً"  | 16 أكتوبر 2024 |
| 23      | حسن محمود رشاد        | 16 أكتوبر 2024                                 | في المنصب      |

## أشهر الجواسيس المقبوض عليهم
- هبة سليم وفاروق عبد الحميد الفقي.
- عزام عزام.
- عماد عبد الحليم إسماعيل.
- محمد سيد صابر.
- طارق عبد الرازق.
- انشراح موسى وإبراهيم شاهين.
- عودة ترابين.[10][11]

## في الإعلام
تناولت عدة أعمال تلفزيونية وسينمائية بعضاً من بطولات وعمليات الجهاز، وهي:

### أفلام
- 48 ساعة في إسرائيل، بطولة نادية الجندي وفاروق الفيشاوي.[12]
- أريد حبا وحنانا، بطولة ميرفت أمين وفريد شوقي.[13]
- إعدام ميت، بطولة محمود عبد العزيز وفريد شوقي.[12]
- الصعود إلى الهاوية، عن شخصية هبة سليم، بطولة مديحة كامل.[12]
- الكافير، بطولة عزت العلايلي وطارق علام.[14]
- بئر الخيانة، بطولة نور الشريف - دلال عبد العزيز.[12]
- فخ الجواسيس، بطولة هالة صدقي ومحمود عبد العزيز.[15]
- مهمة في تل أبيب، بطولة نادية الجندي وكمال الشناوي.[12]
- ولاد العم، بطولة كريم عبد العزيز - شريف منير - منى زكي.[12]
- الجاسوس، بطولة فريد شوقي - عادل أدهم.

### مسلسلات
- الاختيار 3، بطولة كريم عبد العزيز - أحمد السقا - أحمد عز
- الثعلب، عن شخصية رفعت جبريل، بطولة نور الشريف.[16]
- الحفار، عن عملية الحفار في أبيدجان، بطولة حسين فهمي - مصطفى فهمي.[16]
- الزيبق، بطولة كريم عبد العزيز - شريف منير.[16]
- السقوط في بئر سبع، عن شخصيتي إبراهيم شاهين وانشراح موسى، بطولة سعيد صالح - إسعاد يونس.[16]
- الصفعة عن شخصية باروخ زكي مزراحي، بطولة شريف منير - عزت أبو عوف - شيرين رضا.[16]
- العميل 1001، عن شخصية عمرو طلبة، بطولة مصطفى شعبان.[16]
- حرب الجواسيس، عن شخصية سامية فهمي، بطولة منة شلبي.[16]
- داليا المصرية (مسلسل)، بطولة صلاح ذو الفقار ومديحة سالم وحسن يوسف
- دموع في عيون وقحة، عن شخصية جمعة الشوان، بطولة عادل إمام.[16]
- رأفت الهجان، عن شخصية رأفت الهجان، بطولة محمود عبد العزيز.[16]
- عابد كرمان، بطولة تيم حسن.[17]
- هجمة مرتدة، بطولة أحمد عز - هند صبري
- وادي فيران، عن مقاومة أهالي وادي فيران للاحتلال الصهيوني، بطولة عبد الله محمود - جمال عبد الناصر.[16]
- وحلقت الطيور نحو الشرق، بطولة فتحي عبد الوهاب - نورهان.[18]

## القوانين المنظمة
- القانون رقم 323 لسنة 1955،[19] والمعدل بالقوانين التالية:
  - القانون رقم 519 لسنة 1955.[20]
  - القانون رقم 269 لسنة 1956.[21]
- القانون رقم 159 لسنة 1964.[22]
- القانون رقم 100 لسنة 1971 «ألغى القانون السابق»،[23] والمعدل بالقوانين التالية:
  - القانون رقم 10 لسنة 1973.[24]
  - القانون رقم 109 لسنة 1973.[25]
  - القانون رقم 80 لسنة 1974.[26]
  - القانون رقم 133 لسنة 1974.[27]
  - القانون رقم 96 لسنة 1975.[28]
  - القانون رقم 105 لسنة 1976.[29]
  - القانون رقم 211 لسنة 1980.[30]
  - القانون رقم 1 لسنة 1989.[31]
  - القانون رقم 179 لسنة 1993.[32]
  - القانون رقم 7 لسنة 2002.[33]
  - القانون رقم 4 لسنة 2009.[34]
  - القانون رقم 71 لسنة 2010.[35]